# Liste der Wappen im Landkreis Südwestpfalz

## Landkreis Südwestpfalz

Landkreis Südwestpfalz[1]
Lage in Rheinland-Pfalz
Lage in Deutschland

### Verbandsgemeinde Dahner Felsenland

Verbandsgemeinde Dahner Felsenland[2]
Bobenthal[3]
Bruchweiler-Bärenbach[4]
Bundenthal[5]
Busenberg[6]
Dahn[7]
Erfweiler[8]
Erlenbach bei Dahn[9]
Fischbach bei Dahn[10]
Hirschthal[11]
Ludwigswinkel[12]
Niederschlettenbach[13]
Nothweiler[14]
Rumbach[15]
Schindhard[16]
Schönau[17]

### Verbandsgemeinde Hauenstein

Verbandsgemeinde Hauenstein[18]
Darstein[19]
Dimbach[20]
Hauenstein[21]
Hinterweidenthal[22]
Lug[23]
Schwanheim[24]
Spirkelbach[25]
Wilgartswiesen[26]

### Verbandsgemeinde Pirmasens-Land

Verbandsgemeinde Pirmasens-Land[27]
Bottenbach[28]
Eppenbrunn[29]
Hilst[30]
Kröppen[31]
Lemberg[32]
Obersimten[33]
Ruppertsweiler[34]
Schweix[35]
Trulben[36]
Vinningen[37]

### Verbandsgemeinde Rodalben

Verbandsgemeinde Rodalben[38]
Clausen[39]
Donsieders[40]
Leimen[41]
Merzalben[42]
Münchweiler an der Rodalb[43]
Rodalben[44]

### Verbandsgemeinde Thaleischweiler-Wallhalben

Verbandsgemeinde Thaleischweiler-Wallhalben[45]
Biedershausen[46]
Herschberg[47]
Hettenhausen (Pfalz)[48]
Höheischweiler[49]
Höhfröschen[50]
Knopp-Labach[51]
Krähenberg[52]
Maßweiler[53]
Nünschweiler[54]
Obernheim-Kirchenarnbach[55]
Petersberg[56]
Reifenberg[57]
Rieschweiler-Mühlbach[58]
Saalstadt[59]
Schauerberg[60]
Schmitshausen[61]
Thaleischweiler-Fröschen[62]
Wallhalben[63]
Weselberg[64]
Winterbach[65]

### Verbandsgemeinde Waldfischbach-Burgalben

Verbandsgemeinde Waldfischbach-Burgalben[66]
Geiselberg[67]
Heltersberg[68]
Hermersberg[69]
Höheinöd[70]
Horbach[71]
Schmalenberg[72]
Steinalben[73]
Waldfischbach-Burgalben[74]

### Verbandsgemeinde Zweibrücken-Land

Verbandsgemeinde Zweibrücken-Land[75]
Althornbach[76]
Battweiler[77]
Bechhofen[78]
Contwig[79]
Dellfeld[80]
Dietrichingen[81]
Großbundenbach[82]
Großsteinhausen[83]
Hornbach[84]
Käshofen[85]
Kleinbundenbach[86]
Kleinsteinhausen[87]
Mauschbach[88]
Riedelberg[89]
Rosenkopf[90]
Walshausen[91]
Wiesbach[92]

### Historische Wappen

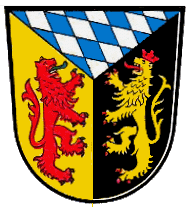
Landkreis Zweibrücken
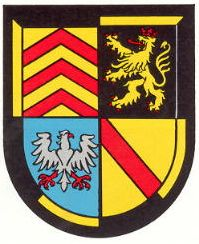
Verbandsgemeinde Thaleischweiler-Fröschen
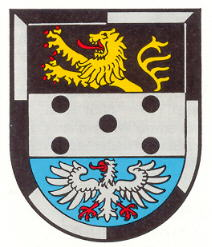
Verbandsgemeinde Wallhalben
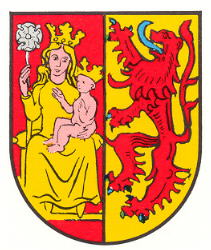
Burgalben
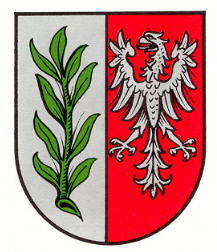
Saalstadt
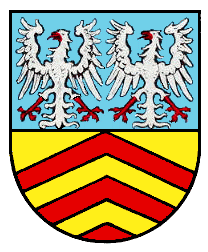
Thaleischweiler
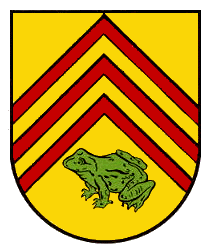
Thalfröschen
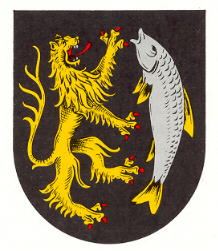
Waldfischbach
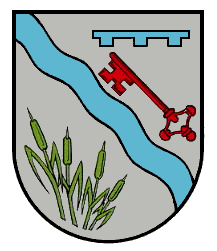
Wieslautern

## Blasonierungen
1. ↑  Landkreis Südwestpfalz: Von Gold und Schwarz gespalten, rechts drei rote Sparren übereinander, links ein rotbewehrter, -bezungter und -bekrönter goldener Löwe.
2. ↑  Verbandsgemeinde Dahner Felsenland: In sechzehnfach von Silber und Rot geteiltem Schildbord durch eine silberne Wellenlinie von Rot und Blau geteilt, oben ein silberbewehrter silberner Adler, unten auf grünem Dreiberg eine zweitürmige silberne Zinnenburg.
3. ↑  Bobenthal: Von Blau und Rot durch eine eingebogene goldene Spitze gespalten, darin über einem blauen Wellenbalken ein beblätterter grüner Eichenzweig, oben rechts ein durchgehendes silbernes Kreuz, oben links ein wachsender goldener Krummstab.
4. ↑  Bruchweiler-Bärenbach: Von Blau und Silber gespalten, rechts aus blauem Wellenschildfuß wachsend vier natürliche Schilfkolben, je zwei schrägrechts und -links gekreuzt, links ein schreitender, rotbewehrter und -bezungter goldener Bär.
5. ↑  Bundenthal: Von Blau und Gold geteilt, oben ein schwebender dreilätziger silberner Turnierkragen, unten ein schrägrechts gelegter roter Schlüssel.
6. ↑  Busenberg: Von Schwarz und Gold gespalten, rechts ein zehnendiges goldenes Hirschgeweih, links ein blaubewehrter und -bezungter roter Löwe.
7. ↑  Dahn: Durch eine erhöhte eingeschweifte goldene Spitze, darin auf grünem Hügel eine grüne Tanne, von Blau und rot gespalten, oben rechts ein durchgehendes angetatztes facettiertes silbernes Kreuz, oben links ein silberbewehrter, rotbezungter silberner Adler.
8. ↑  Erfweiler: Von Blau und Silber geteilt, oben ein schwebendes durch schwarze Trennlinien geteiltes und gespaltenes geradarmiges silbernes Tatzenkreuz, unten in einem blauen Torbogen eine blaue Lilie, darüber ein blauer Turnierkragen.
9. ↑  Erlenbach bei Dahn: In gespaltenem und rechts von Rot und Gold geteiltem Schild oben ein fünfblättriger goldener Erlenzweig, unten auf rotem Dreiberg ein stehender Rabe, einen roten Ring im goldenen Schnabel haltend, links in Schwarz auf rotem Grund eine goldene Burg.
10. ↑  Fischbach bei Dahn: Von Silber und Blau durch Wellenlinie geteilt, oben ein linkshin gerichteter blauer, unten ein rechtshin gerichteter silberner Fisch.
11. ↑  Hirschthal: Geteilt und oben sechsmal von Grün und Silber geteilt, belegt mit einem schrägliegenden roten Krummstab, unten in Schwarz ein goldenes Hirschgeweih.
12. ↑  Ludwigswinkel: In Blau rechts ein goldener Winkel, darin ein roter Großbuchstabe L, links ein siebenfach von Silber und Rot geteilter Löwe.
13. ↑  Niederschlettenbach: Durch einen silbernen Schrägwellenbalken, belegt mit einem roten Krummstab, von Blau und Grün geteilt, oben ein silberner Großbuchstabe S, unten eine silbern gedeckte rote Kirche mit silbernen Randsteinen, im Schildfuß ein sechsstrahliger goldener Stern.
14. ↑  Nothweiler: In Blau auf grünem Dreiberg eine dreitürmige silberne Burg, oben beseitet von je zwei gekreuzten blauen Schlägeln.
15. ↑  Rumbach: Durch Wellenlinie von Blau und Silber geteilt, oben unter einer goldenen Krone eine aufgerichtete silberne Pflugschar, unten auf grünem mit drei grünen Tannen bestandenem Grund ein roter Baumstumpf und ein roter umgestürzter Baumstamm.
16. ↑  Schindhard: Unter blauem Schildhaupt, darin ein silberner Turnierkragen, von Silber und Grün schräglinks geteilt, oben rechts eine blaue Lilie, unten links ein silbernes Schälmesser.
17. ↑  Schönau: In gespaltenem Schild rechts in Rot unter goldener Krone eine aufgerichtete silberne Pflugschar, links von Silber und Grün zweimal geteilt, im silbernen Feld Bergwerkshammer und Schlägel in Schwarz gekreuzt, belegt mit einem goldenen Abtsstab.
18. ↑  Verbandsgemeinde Hauenstein: In achtfach von Silber und Grün geteiltem Schildbord, oben rechts in Rot ein silberner Adler, oben links in Silber ein schwebendes blaues Kreuz, unten rechts in Silber ein grüner Wacholderzweig mit blauen Wacholderbeeren, unten links in Blau ein silberner Adler.
19. ↑  Darstein: Von Blau und Silber schräglinks geteilt, oben rechts ein rotbewehrter silberner Adler, unten links ein von vier roten Kugeln bewinkeltes schwebendes, geradarmiges, angetatztes blaues Kreuz.
20. ↑  Dimbach: Von Silber und Rot geteilt durch eine Wellenlinie, oben ein grüner Lindenbaum und unten ein achtspeichiges goldenes Cleverad.
21. ↑  Hauenstein: In geteiltem Schild oben in Rot ein silberbewehrter und -bezungter silberner Adler, unten von Blau, darin ein schwebendes gleichschenkliges silbernes Kreuz, und Gold geteilt.
22. ↑  Hinterweidenthal: Geteilt und oben gespalten, oben rechts von Silber und Blau geweckt, oben links in Rot ein silberner Adler, unten in Gold ein grüner Weidenbaum.
23. ↑  Lug: Von Grün und Silber mit Scharte geteilt, oben ein goldener Reichsapfel mit rotem Reif und goldenem Kleeblattkreuz, unten zwei gleichschenklige schwebende rote Tatzenkreuze.
24. ↑  Schwanheim: In Blau ein herschauender goldener Hirschkopf mit goldenem Kreuz zwischen dem Geweih.
25. ↑  Spirkelbach: In geviertem Schild oben rechts in Blau ein rotbewehrter silberner Adler, oben links in Gold ein blaubewehrter und -bezungter roter Löwe, unten rechts in Silber ein grüner Wacholderzweig mit vier blauen Wacholderbeeren, unten links in Grün ein silberner Schräglinkswellenbalken.
26. ↑  Wilgartswiesen: In Grün ein mit dem nach oben gekehrten silbernen Eisen schrägrechts wachsender goldener Jagdspieß.
27. ↑  Verbandsgemeinde Pirmasens-Land: In achtfach von Silber und Rot geteiltem Schildbord in Blau ein neunmal von Silber und Rot geteilter Löwe, in seinen Pranken einen goldenen Schild mit drei roten Sparren haltend.
28. ↑  Bottenbach: In Grün ein silberner Schrägwellenbalken, begleitet oben von einem gebrochenen goldenen B, unten von einem aus dem Schildfuß wachsenden roten Turm mit goldenem Helm und golden abgesetzten Randsteinen.
29. ↑  Eppenbrunn: In geteilten Schild oben drei rote Sparren auf Gold, unten ein silberner gemauerter Brunnen mit blaufließendem Wasser im Schildfuß.
30. ↑  Hilst: In Gold, darin unter einem roten Sparren eine grüne Stechpalme mit roten Früchten, eine rechte grüne Flanke, darin ein linksgerichteter goldener Krummstab.
31. ↑  Kröppen: In Bogenteilung von Grün und Gold zum Schildfuß geteilt, oben ein silberner Pflug, überhöht von einem silbernen Eichenzweig mit silberner Eichel und zwei silbernen Eichenblättern, beseitet links von einem goldenen Frakturbuchstaben K, rechts von einem durchgehenden goldenen Krummstab in verwechselter Tinktur, unten drei rote Sparren.
32. ↑  Lemberg: In geteiltem Schild oben in Gold drei rote Hanauer Sparren, unten in Silber ein blaues Hufeisen.
33. ↑  Obersimten: Durch silbernen Göbelschnitt von Rot und Grün und Grün geteilt, oben rechts drei goldene Sparren, oben links ein schrägliegender goldener Krummstab beseitet von den goldenen Buchstaben A und S und unten ein silberner Pflug.
34. ↑  Ruppertsweiler: Von Grün und Gold gespalten, rechts ein silbernes Horn mit rotgoldener Quaste, links drei rote Sparren.
35. ↑  Schweix: In Gold ein roter Sparren, beseitet oben von je einer grünbestielten und -beblätterten grünen Eichel, unten von einem blauen Zahnrad.
36. ↑  Trulben: In Gold mit linker roter Flanke, darin ein goldener Abtstab, oben drei rote Sparren, unten drei blaue Wellenbalken.
37. ↑  Vinningen: Von Blau und Gold geteilt, oben ein wachsender rotbezungter, goldbekrönter, dreimal von Silber und Rot geteilter Löwe, unten drei rote Sparren.
38. ↑  Verbandsgemeinde Rodalben: In rotem Schildbord in Gold ein rotbewehrter roter Greif.
39. ↑  Clausen: Von Blau und Rot gespalten, rechts ein linksgewendeter goldbewehrter silberner Greif, links auf gewölbtem grünem Grund der goldbekrönte heilige Bernhard von Baden in goldenem Panzer mit rotem Brustkreuz, in seiner Rechten ein goldener Wappanschild mit rotem Schrägbalken, in der Linken eine silberne Fahne mit rotem Kreuz.
40. ↑  Donsieders: Von Gold und Rot gespalten, rechts eine bewurzelte goldene Buche, links drei rote Sparren.
41. ↑  Leimen: In Gold ein roter Schrägbalken, belegt mit einem goldenen Krummstab, beseitet von je einem halben gebrochenen roten Rad, beide schräglinks belegt mit einem blauen Schwert, das von dem roten Schrägbalken überdeckt wird.
42. ↑  Merzalben: Von Blau und Gold geteilt, oben ein wachsender goldbewehrter silberner Greif, einen kleinen goldenen Schild mit einem roten Schrägwellenbalken haltend, unten auf grünem Hügel eine rote Burg.
43. ↑  Münchweiler an der Rodalb: In Gold ein silberner Pfahl, darin auf gewölbtem grünem Boden ein schwarzgekleideter barhäuptiger Mönch, mit beiden Händen ein rotes Buch mit silbernen beschlägen haltend, rechts drei rote Sparren, links ein roter Schrägbalken.
44. ↑  Rodalben: In Blau ein linksgewendeter goldbewehrter, rotbezungter silberner Greif.
45. ↑  Verbandsgemeinde Thaleischweiler-Wallhalben: In zehnfach von Schwarz und Silber geteiltem Schildbord, unter schwarzem Schildhaupt, darin rechts ein rotbewehrter, -bezungter und gekrönter linksgewendeter Löwe und links fünf silberne Bollen, eine eingepfropfte blaue Spitze, darin ein rotbewehrter und -bezungter silberner Adler, rechts davon in Gold ein roter Schrägbalken, links davon in Gold drei rote Sparren.
46. ↑  Biedershausen: Von Schwarz und Gold schräggeteilt, oben links ein rotbewehrter und -bezungter goldener Löwe, unten rechts ein linksgewendeter roter Pflug.
47. ↑  Herschberg: Von Blau und Silber geteilt, oben ein rotbewehrter silberner Adler, unten fünf schwarze Kugeln 2:1:2.
48. ↑  Hettenhausen: Von Blau und Silber geteilt, oben ein rotbewehrter silberner Adler, unten eine rote Urne.
49. ↑  Höheischweiler: Von Schwarz und Gold geteilt, darin auf grünem Dreiberg ein rotbewehrter und -bezungter von Gold und Rot geteilter Löwe.
50. ↑  Höhfröschen: In Gold auf grünem Dreiberg, erhöht ein grüner Frosch, überhöht in drei roten Sparren.
51. ↑  Knopp-Labach: In Silber auf schwarzem Dreiberg, darin fünf silberne Bollen 2:1:2, rechts eine grüne Sense und eine grüne Schäferschippe, gekreuzt, links ein bewurzelter grüner Baum.
52. ↑  Krähenberg: Von Schwarz und Blau geviert, oben rechts ein linksgewendeter rotbewehrter und -bezungter goldener Löwe, oben links ein fallender goldener Komet, unten rechts eine schräggestellte goldene Ähre und unten links fünf silberne Bollen 2:1:2.
53. ↑  Maßweiler: Von Schwarz und Gold wellenförmig schräglinks geteilt, oben rechts eine goldene Lilie, unten links ein rotes Mühlrad.
54. ↑  Nünschweiler: In Gold ein blaubewehrter und -bezungter roter Löwe.
55. ↑  Obernheim-Kirchenarnbach: Von Rot und Grün gespalten, rechts ein schrägliegender schwarzer Wappenschild, darin fünf silberne Kugeln 2:1:2, mit stahlblauem Spangenhelm und goldener Helmzier in Form eines Schwanenrumpfes mit schwarzem Schnabel, hinten mit drei von schwarzen Hahnenfedern geschmückten roten Kugeln besetzt, links ein wachsender, silbern gemauerter, oben mit schwarzem Fachwerk versehener rotbedachter Kirchturm mit goldenem Kreuz.
56. ↑  Petersberg: Von Rot und Blau gespalten, rechts auf grünem Dreiberg ein mit dem Bart nach oben gekehrter senkrecht gestellter goldener Schlüssel, links ein goldbewehrter silberner Greif.
57. ↑  Reifenberg: Von Rot und Schwarz durch eine aufsteigende, eingebogene, von Silber und Blau gerautete Spitze gespalten, rechts ein blau bewehrter und -bezungter silberner Löwe, links ein rotbewehrter und -bezungter goldener Löwe, beide einander zugekehrt.
58. ↑  Rieschweiler-Mühlbach: Von Silber und Schwarz gespalten, rechts durch einen roten Wellenbalken geteilt, darüber ein blauer unzialer Großbuchstaben M, darunter ein roter Mühlstein, links ein rotbewehrter, -bezungter und -bekrönter goldener Löwe.
59. ↑  Saalstadt: Von Silber und Blau gespalten, rechts ein grüner Eichenzweig, links ein rotbewehrter und -bezungter silberner Adler.
60. ↑  Schauerberg: Über erhöhtem schwarzem Wellenschildfuß, darin fünf silberne Bollen 2:1:2, in Silber eine schwarzgeständerte rotgedeckte goldene Scheune.
61. ↑  Schmitshausen: In Blau ein silbernes Hufeisen mit abwärts gekehrten Stollen, mitten darin eine silberne Rose mit blauen Butzen.
62. ↑  Thaleischweiler-Fröschen: Im gespalteten Schild rechts in Blau ein silberner Adler, links in Gold drei rote Sparren über einem grünen Frosch.
63. ↑  Wallhalben: Von Blau und Schwarz gespalten, rechts ein halber rotbewehrter silberner Adler am Spalt, links ein linksgewendeter rotbewehrter und -bezungter goldener Löwe.
64. ↑  Weselberg: Durch eine silberne Leiste von Schwarz und Blau geteilt, oben durch einen silbernen Stab gespalten, oben rechts fünf silberne Bollen 2:1:2, oben links drei waagrechte goldene Ähren, unten eine achteckige silberne Kapelle mit schwarzen Fenstern.
65. ↑  Winterbach: In Silber ein blaubewehrter und -bezungter roter Löwe, belegt mit einem blauen Wellenbalken.
66. ↑  Verbandsgemeinde Waldfischbach-Burgalben: In achtfach von Gold und Blau geteiltem Schildbord, darin ein blauer Fisch, in Schwarz rechts fünf silberne Bollen 2:1:2, links ein rotbewehrter und -bezungter goldener Löwe.
67. ↑  Geiselberg: Auf grünem Hügel, darin ein schwebender goldener Buchstabe T, in Schwarz eine mit den Wurzeln aus dem Hügel hervorwachsende goldene Buche, beseitet von je einer ebenfalls aus dem Hügel wachsenden goldenen Ähre.
68. ↑  Heltersberg: In Schwarz rechts ein linksgewendeter rotbewehrter und -bezungter goldener Löwe, links ein aufgerichteter zugewendeter silberner Fisch mit goldenen Flossen, wovon der Löwe einer mit der rechten Vorderpranke berührt.
69. ↑  Hermersberg: Unter gesenktem schwarzen Schildhaupt, darin fünf silberne Bollen (Kugeln) 2:1:2, in Gold auf gerundetem grünem Hügel ein grüner Baum.
70. ↑  Höheinöd: In geviertem Schild oben rechts in Blau ein rotbewehrter silberner Adler, oben links in Gold ein blaubewehrter und -bezungter roter Löwe, unten rechts in Gold drei rote Sparren, unten links in Schwarz fünf silberne Bollen 2:1:2.
71. ↑  Horbach: Von Silber und Schwarz gespalten, rechts ein senkrecht gestellter abwärts gekehrter grüner Eichenzweig mit vier Blättern und drei Eicheln, links fünf silberne Kugeln 2:1:2.
72. ↑  Schmalenberg: In Schwarz eine eingepfropfte goldene Spitze, darin eine schwarze Kirchturmanlage, oben rechts eine goldene Eiche, oben links ein rotbewehrter und -bezungter goldener Löwe.
73. ↑  Steinalben: Von Schwarz und Blau durch einen silbernen Schrägwellenbalken geteilt, oben ein rotbewehrter und -bezungter goldener Löwe, unten ein goldenes Mühlrad.
74. ↑  Waldfischbach-Burgalben: Von Schwarz und Gold gespalten, rechts ein linksgewendeter aufgerichteter silberner Fisch, links ein rotbewehrter und -bezungter roter Löwe.
75. ↑  Verbandsgemeinde Zweibrücken-Land: In sechzehnfach von Gold und Rot geteiltem Schildbord, von Silber und Rot gespalten, rechts der heilige Pirmin, wachsend, in gold-rotem bischöflichem Ornat mit goldbesetzter roter Mitra, goldenem Evangelienbuch und Krummstab, links ein linksgewendetes goldnimbiertes silbernes Lamm mit silberner Kreuzesfahne mit rotem Kreuz, überhöht von einer goldenen Rose mit roten Butzen.
76. ↑  Althornbach: Auf grünem Boden in Gold, rechts ein grüner Laubbaum, links ein roter Löwe.
77. ↑  Battweiler: Der Schild ist gespalten. In der vorderen Hälfte zwei goldene waagrechte Balken auf schwarzem Grund, die einen goldenen Löwenkopf (mit roter Zunge und weißen Zähnen) einrahmen. In der hinteren Hälfte ein schwarzes durchgehendes Kreuz auf weißem Feld.
78. ↑  Bechhofen: Von Rot und Schwarz durch einen silbernen Wellenstab gespalten, rechts drei senkrecht stehende goldene Ähren, darüber ein silberner Spangenhelm, darunter ein silbernes Zahnrad, links ein rotbezungter und -bewehrter goldener Löwe.
79. ↑  Contwig: In Blau ein zu einem Liebesknoten verschlungenes goldenes Seil zwischen zwei übereinanderstehenden silbernen Rosen mit goldenen Butzen und grünen Kelchblättern.
80. ↑  Dellfeld: Von Rot und Gold durch eine Wellenlinie geteilt, oben rechts ein goldener fliegender Falke, oben links eine silberne Rose mit blauen Butzen, unten eine rote romanische Kirche in Seitenansicht.
81. ↑  Dietrichingen: Durch einen silbernen Schräglinksbalken, darin drei grüne Orchideen, von Schwarz und Grün geteilt, oben eine goldene Burgruine, unten ein goldenes Hufeisen.
82. ↑  Großbundenbach: Schild geteilt durch einen goldenen Balken, oben in Grün ein nach rechts schreitender rotbezungter silberner Leopard, unten in Grün ein linksgewendetes Osterlamm mit Fahne (rotes Kreuz auf weißem Feld) und goldenem Nimbus.
83. ↑  Großsteinhausen: Viergeteilt von Rot und Gold, oben rechts ein schwarzes Andreaskreuz, oben links eine goldene Bruchsteinkirche, unten rechts ein silberner Pflug und unten links ein roter, blaubewehrter Adler.
84. ↑  Hornbach: In Silber wachsend der heilige Pirmin mit goldbesetzter roter Mitra, silberner Albe und rotem Chormantel, in der Rechten ein goldbeschlagenes silbernes Buch, in der Linken einen goldenen Abtstab haltend.
85. ↑  Käshofen: Unter goldenem erweitertem schrägen Schildhaupt, darin je drei grüne Eichenblätter und grüne Eicheln, in Schwarz ein goldener Ziehbrunnen mit Haspel und Schwungrad.
86. ↑  Kleinbundenbach: Von Rot und Grün durch einen silbernen Balken geteilt, oben ein schreitender rotbezungter silberner Leopard, unten ein linksgewendetes, goldnimbiertes silbernes Gotteslamm mit geschulterter silberner Kreuzesfahne mit rotem Kreuz.
87. ↑  Kleinsteinhausen: In viergeteiltem Schild oben rechts in Gold ein roter, blaubewehrter Adler, oben links in Rot eine goldene Urne mit roten Bändern, beseitet mit einem goldenen Buchstaben K, unten rechts in Schwarz ein goldener Turm, unten links in Gold ein schwarzes Andreaskreuz.
88. ↑  Mauschbach: Von Rot und Gold durch Wellenlinie gespalten, rechts ein silberner rechtshin gewendeter säender Landmann, links ein roter quadratischer Wehrturm.
89. ↑  Riedelberg: Unter gesenktem blauen Schild, darin rechts eine silberne Lilie, links ein silbernes Mühlrad, in Gold unter rotem Sparren ein roter Ziegel mit einem unzialen Majuskel-R in Silber.
90. ↑  Rosenkopf: In Schwarz auf grünem Dreiberg ein silberner Pfahl, belegt mit drei roten Rosenblüten mit goldenem Butzen und grünen Kelchblättern, beseitet rechts von einem goldenen, rotbezungten und -bewehrten linksgewendeten Löwen, links von fünf silbernen Bollen 2:1:2.
91. ↑  Walshausen: Durch Wellenlinie von Rot und Gold geteilt, oben rechts ein silbernes Mühlrad, oben links drei senkrecht stehende Ähren, unten ein wachsender rotbewehrter und -bezungter roter Löwe.
92. ↑  Wiesbach: In viergeteiltem Schild rechts oben in Schwarz fünf silberne Bollen 2:1:2, links oben in Silber ein rotes Mühlrad, rechts unten in Gold ein roter schrägliegender Krummstab und links unten in Schwarz ein goldener rotbewehrter und -bezungter Löwe.
93. ↑  Landkreis Zweibrücken: Unter gestürzter gekürzter von Silber und Blau gerauteter Spitze von Gold und Schwarz gespalten, rechts ein blaubewehrter und -bezungter roter, links ein rotbewehrter, -bezungter und bekrönter goldener Löwe, einander zugekehrt.
94. ↑  Verbandsgemeinde Thaleischweiler-Fröschen: In achtfach von Schwarz und Gold geteiltem Schildbord in geviertem Schildbord oben rechts in Gold drei rote Sparren, oben links in Schwarz ein rotbewehrter, -bezungter und -bekrönter goldener Löwe, unten rechts in Blau ein rotbewehrter silberner Adler, unten links in Gold ein roter Schrägbalken.
95. ↑  Verbandsgemeinde Wallhalben: In achtfach von Schwarz und Silber geteiltem Schildbord, von Schwarz und Silber und Blau zweimal geteilt, oben ein wachsender rotbewehrter und -bezungter goldener Löwe, in der Mitte fünf schwarze Bollen (Kugeln) 2:1:2, unten ein rotbewehrter silberner Adler.
96. ↑  Burgalben: Von Rot und Gold gespalten, rechts die goldbekrönte und -gewandete Madonna, in der Linken das goldbekrönte Kind, in der Rechten eine bestielte vierblättrige silberne Rose haltend, links ein blaubewehrter und -bezungter roter Löwe.
97. ↑  Saalstadt: Von Silber und Rot gespalten, rechts ein grüner Zweig, links ein silberner Adler.
98. ↑  Thaleischweiler: Im von Blau und Gold geteilten Schilde oben zwei silberne rotbewehrte Adler, unten drei rote Sparren.
99. ↑  Thalfröschen: In Gold unter drei roten Sparren ein grüner Frosch.
100. ↑  Waldfischbach: In Schwarz rechts ein linksgewendeter rotbewehrter und -bezungter goldener Löwe, links ein aufgerichteter, zugewendeter silberner Fisch mit goldenen Flossen.
101. ↑  Wieslautern: In Silber durch einen blauen Schrägwellenbalken geteilt, oben links unter blauem Turnierkragen ein schräggelegter, mit dem abwärtsgekehrten Bart nach oben gerichteter roter Schlüssel, unten rechts vier schwebende grüne Schilfkolben.